# Mysterien eines Frisiersalons
Mysterien eines Frisiersalons ist ein surrealer Kurzspielfilm von 1922 von Erich Engel und Bertolt Brecht mit Karl Valentin in der Hauptrolle eines Friseurs, der während seiner Arbeit in diverse groteske Situationen gerät.

## Handlung
Erzählt werden die absurden Erlebnisse eines Friseurs, seiner exaltierten Kollegin und beider Kunden.
In einem kleinen Salon. Während drei langbärtige Kunden ungeduldig darauf warten, bedient zu werden, hat sich der Friseur auf ein Hochgestell hingelegt, wo er seelenruhig Zeitung liest und eine Zigarre raucht. Währenddessen macht seine junge Kollegin mit der wilden Mähne auf dem Kopf ekstatische Tanzbewegungen und setzt sich anschließend auf den Friseurstuhl, um dort in einem Büchlein zu blättern. Plötzlich taucht eine in chaplinesker Aufmachung gekleidete Kundin auf, deren größtes Problem nicht ihre Frisur, sondern vielmehr eine überdimensionale, sich als steinhart erweisende Warze an ihrer linken Kinnseite ist. Verzweifelt versucht der Friseur diese mit allen Mitteln zu entfernen. Selbst einer Behandlung mit Hammer und Meißel widersteht das Riesenfurunkel. Schließlich greift der Friseur zur Zange und knipst die Warze kurzerhand ab.
Währenddessen warten noch immer die anderen drei Herren mit ihren grotesken Bärten bzw. gewaltigen Haarprachten auf ihre Behandlung. Die Frisiermamsell wurde inzwischen von ihrem Chef, dem Besitzer des Ladens, aufgescheucht und zur Arbeit angehalten. Sie denkt aber nicht daran. Lieber gibt sie sich ihren Tagträumen hin, und einer von denen heißt Moras, Professor für Kosmetik und Autor des Buches ‘Wie werde ich sympathisch?‘ Dessen Werbeplakat hängt sogar an der Drehtür im Salon. Schließlich betritt Moras mit seiner Geliebten den Frisiersalon. Doch die Friseurin muss die undankbare Aufgabe übernehmen, die hochnäsige Geliebte des angebeteten Buchautors zu frisieren, während der Friseur Moras seinem Werbeplakat entsprechend zurechtschneiden soll. Dem passt diese Unterbrechung gar nicht, ist er doch gerade mit seiner Brotzeit beschäftigt.
Während die Friseurin die Moras-Freundin an den Frisierstuhl festschnallt, ihr in einem Eifersuchtsanfall die Haare ihrer Turmfrisur zerzaust und der Frau schließlich einen Wattebausch in den Mund stopft, damit sie endlich Ruhe gibt, beginnt der Kollege mit der Behandlung von Moras. Vorher schaut sich der Friseur noch einmal kurz das Plakat mit der gewünschten Frisur an. Die daneben unruhig auf ihre Behandlung wartenden drei Herren lesen indes in der Zeitung mit Grausen, dass gerade wieder einmal ein Friseur einem Kunden bei der Arbeit versehentlich den Hals durchgeschnitten habe. In der Zwischenzeit traktiert die Friseurin Moras‘ Geliebte sogar mit Stromstößen, und die wartenden Kunden schrecken zusammen, als der Friseur mit einem langen Messer an ihnen vorbeigeht, das er allerdings nur zum Bartstutzen schärfen wollte.
Als die Friseurin zurück zur Drehtür geht, um etwas Farbe zu holen, mit der sie nun endgültig ihre Kundin zu verunstalten gedenkt, wendet sie versehentlich die Drehtür. Nunmehr ist ein Odol-Werbeplakat mit einem Chinesen und einer entsprechenden asiatischen Frisur zu sehen, während sich das Moras-Plakat auf der Rückseite befindet. Der Friseur, der sich noch einmal der Frisurvorlage vergewissern will, wundert sich ein wenig über den Geschmack seines Kunden, verpasst Moras aber schließlich ebendiese Chinesenfrisur. Den packt blankes Entsetzen, als er sich erstmals im Spiegel sieht. Die drei seit Ewigkeiten wartenden Kunden können sich kaum halten vor Lachen, während Prof. Moras in Tränen aufgelöst dasteht. Als noch seine verunstaltete und im Entengang watschelnde Geliebte hinzukommt, ist das Malheur perfekt. Die Friseurin aber findet das alles gar nicht so schlimm und schmachtet auch weiterhin ihren Moras mit seinem Chinesenschopf und dem zu Kinnbart-Enden reduzierten, einst prächtigen Vollbart an. Währenddessen hat sich der Friseur in sein Frisierzimmer zurückgezogen und täuscht Arbeit vor, legt sich aber wieder auf sein Hochbett für eine neuerliche Siesta.
Moras ist aus dem Laden geflohen und in ein Café gegangen. Dort sieht er eine Bekannte, der er so wie er jetzt aussieht nicht unter die Augen treten will. Als sie sich zu ihm umdreht, kann er noch in letzter Sekunde einen Hut von einer Ablage stibitzen, den er augenblicklich aufsetzt. Er setzt sich zu ihr und stützt sein Kinn auf seine Hand, damit auch der ruinierte Bart nicht mehr zu sehen ist. Da betritt der Friseur das Café und grüßt Moras, indem er seinen Hut zieht. Verärgert, dass Moras nicht zurückgrüßt, ergreift der Friseur eine Siphonflasche und schießt ihm zielgerichtet mit einem Wasserstrahl den Hut vom verunstalteten Kopf. Moras‘ Bekannte bekommt einen Lachanfall. Dann kommt auch noch der Mann dazu, dem Moras die Kopfbedeckung vom Garderobenständer gestohlen hat, und verlangt seinen Hut zurück. Es kommt zu einem folgenschweren Handgemenge. Moras fühlt sich von diesem Caféhausgast komplett zum Deppen gemacht und verlangt nach einem Duell.
In der Zwischenzeit vertreiben sich die noch immer wartenden drei Salonkunden ihre Zeit mit einem Skatspiel. Da betritt ein mysteriöser, schwarz gekleideter, vollbärtiger Herr mit Koffer den Frisiersalon und bittet die Friseurin, seinen Säbel, den er dem Koffer entnimmt, zu schleifen. Er hingegen betritt die Kammer des Friseurs, der sich von seiner Liege herabbegibt, und verlangt, frisiert zu werden. Als sich der Friseur angesichts eines ungewohnten Geräusches erschreckt, ist das Malheur geschehen. Er hat versehentlich seinem Kunden, der niemand anderes ist als der Cafégast, der dem Säbelduell mit Moras entgegenfiebert, den Kopf abgeschnitten! Dieser beginnt plötzlich ein Eigenleben zu führen und läuft auf dem Fußboden des Salons umher. Als die Friseurin dann noch mit dem abgeschnittenen Kopf auf die drei unruhig auf und ab gehenden Kunden im Wartestand zukommt, fallen alle drei in Ohnmacht. Auch die Friseurin schwindet dahin, nur fällt sie in den Koffer des Geköpften. Der Friseur holt sich von der Kollegin den Kopf zurück, schließt den Koffer mitsamt der Kollegin und befestigt den Kopf wieder am Rumpf seines Kundenopfers.
In der Zwischenzeit macht sich Prof. Moras für das anstehende Duell mit Körperübungen fit. Nach ein paar Watschen durch den Friseur steht der einstmals geköpfte Kunde wieder auf und beginnt wie in Trance zu gehen. Ehe er mit der Friseurin in seinem Koffer den Salon wieder verlässt, erschießt er mit einem gezückten Revolver den trotteligen Friseur. Moras und sein Widersacher haben sich zum Duell im senegalesischen Salon verabredet. Beide tragen das Duell mit Säbeln aus, als die Friseurin aus ihrer Ohnmacht erwacht und dem Koffer entsteigt. In einer Kampfpause ergibt sich für sie die Chance, ihrem verehrten Moras beizustehen. Sie ist hinter einer riesigen Maske hochgeklettert und hat sich eine Angel besorgt, mit der sie dem Widersacher Moras‘ kurzerhand den vom Kollegen wieder angepappten Kopf vom Halse herunterangelt, als er gerade bei Moras zum Todesstoß ansetzt. Freudestrahlend kommt die Friseurin herunter und umarmt ihren Schwarm. Währenddessen ist der Friseur wieder erwacht. Die auf ihn abgefeuerte Kugel hatte einen kleinen, offenbar steinharten Ball getroffen, den er direkt über seinem Herzen in seiner Westentasche trug.

## Produktionsnotizen
Der Film wurde im Sommer / Herbst 1922 auf dem Speicher eines Münchner Hauses in der Tengstraße gedreht. Er ist die berühmteste Stummfilmproduktion Valentins. Gelegentlich wird der Film unter dem nicht zutreffenden Titel Die Mysterien eines Frisiersalons geführt.
Der Zweiakter passierte die Filmzensur am 14. Juli 1923 und erhielt Jugendverbot.
Wie in Buchers Enzyklopädie des Films zu lesen ist, handelt es sich bei Mysterien eines Frisiersalons um „eine von allen Beteiligten als großer Spaß verstandene Arbeit, die durch einen Schieber finanziert wurde, der seinem talentlosen Bruder eine Filmrolle verschaffen wollte.“
Ein Großteil der mitwirkenden Schauspieler war zur Drehzeit an den Münchner Kammerspielen engagiert.
Oftmals wird Hans Leibelt in der Rolle des Frisiersalonbesitzers angegeben. Bei Betrachtung dieser Szenen ist jedoch eindeutig Otto Wernicke in dieser Rolle zu sehen.

## Aufführungen
Der 1922 entstandene Film wurde am 14. Juli 1923 mit Jugendverbot zur Aufführung freigegeben, Auflage der Filmzensur war eine Kürzung von 11,75 Meter (ca. 30 Sekunden) beanstandeten Filmmaterials.
Die Uraufführung war im Juli 1923, zeitgenössische Kritiken liegen bis 1928 vor.
Valentin untersagte weitere Aufführungen des Films, nachdem er erfuhr, dass Brecht die Story „aus einem alten amerikanischen Slapstick“ übernommen hatte.
Die makabre Groteske wurde 1973 wiederentdeckt und gilt unter Cineasten als Kultfilm. Kopien des Films befinden sich im Filmmuseum München und im Filmmuseum Berlin.

## Kritik
Das große Personenlexikon des Films nannte Mysterien eines Frisiersalons „eine überaus einfallsreiche und humoristische Groteske“
Heinrich Fraenkels Unsterblicher Film bezeichnete das Werk als eine „phantastische Film-Groteske“
In ikdb.de heißt es: „Eine Filmsatire mit skurrilen Einfällen und schwarzem Humor“
„Ein Delirium, eine Farce, ein absurdes Theater“ heißt es in bothmer-music.de, und Hans Sahl meinte in der Ausgabe vom 28. Januar 1928 in Der Montag Morgen, Valentin sei „ein genialer Clown“ und ein „bayerischer Buster Keaton“.